# Rößgen
Rößgen ist ein Ortsteil der Großen Kreisstadt Mittweida im sächsischen Landkreis Mittelsachsen. Er wurde im Jahr 1900 in die Stadt Mittweida eingemeindet.

## Geographie

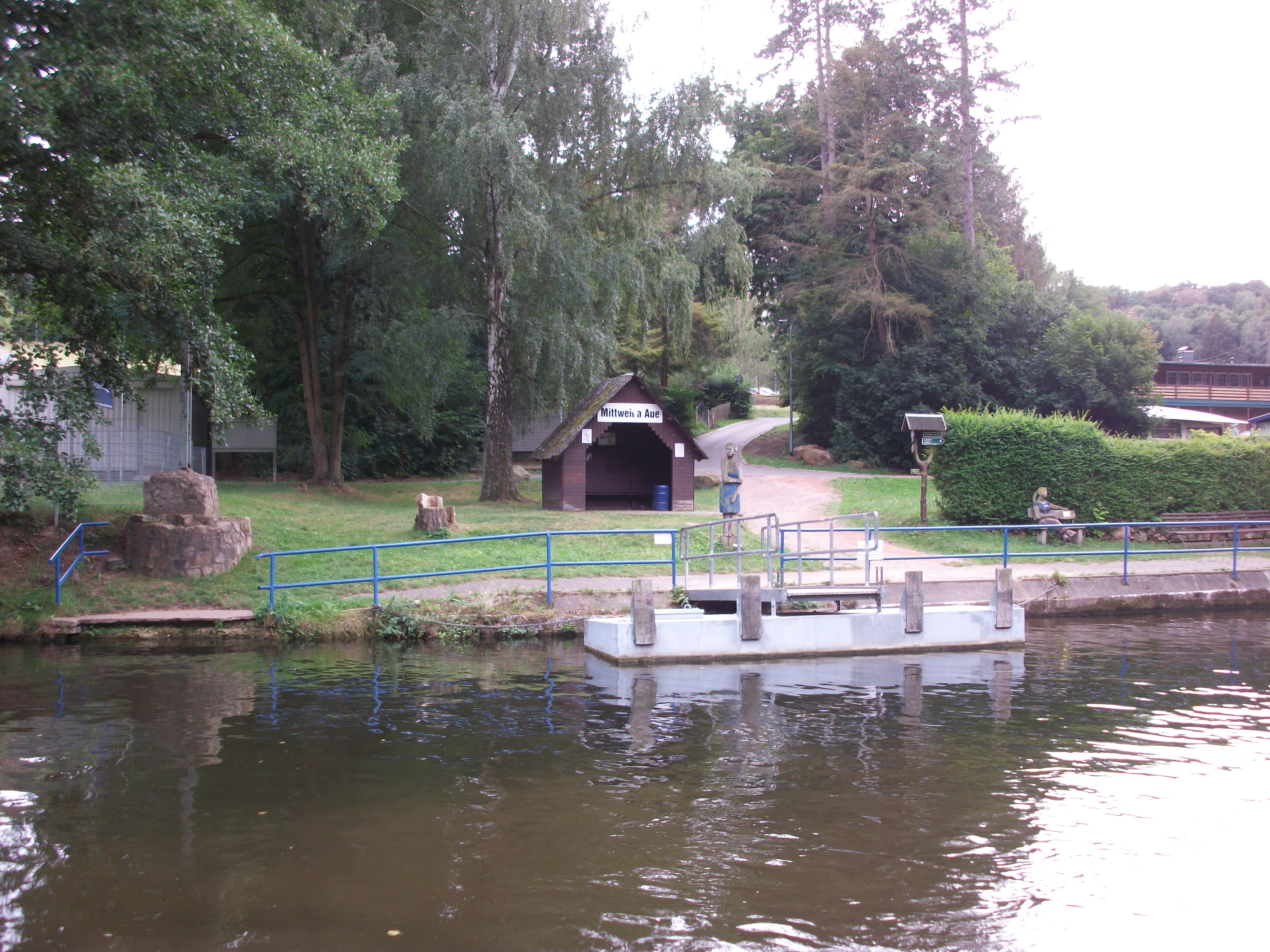
Talsperre Kriebstein, Anlegestelle Mittweida Aue

### Geographische Lage
Rößgen schließt sich unmittelbar an das nördliche Stadtgebiet von Mittweida an. Im Westen bildet die Leisniger Straße, im Süden der Auensteig und im Osten die Waldheimer Straße die Grenze zu Mittweida. Die Bebauung wechselt von Stadtgebäuden und Villen im Südwesten nahe dem Schwanenteich über das Neubaugebiet im Nordwesten zur Eigenheimsiedlung im Osten. Der Ort liegt im Mittelsächsischen Hügelland. Am Ostrand befindet sich der Altmittweidaer Bach, im Norden der Lahme Bach. Die Mittweidaer Aue bzw. Rößgener Aue liegt am obersten Ende (Westufer) der in diesem Bereich zur Talsperre Kriebstein angestauten Zschopau. Sie bildet die Nordgrenze von Rößgen.

### Nachbarorte
| Lauenhain | Ringethal                                   | Weißthal |
| Mittweida | Kompassrose, die auf Nachbargemeinden zeigt | Kockisch |
|           | Mittweida                                   |          |

## Geschichte

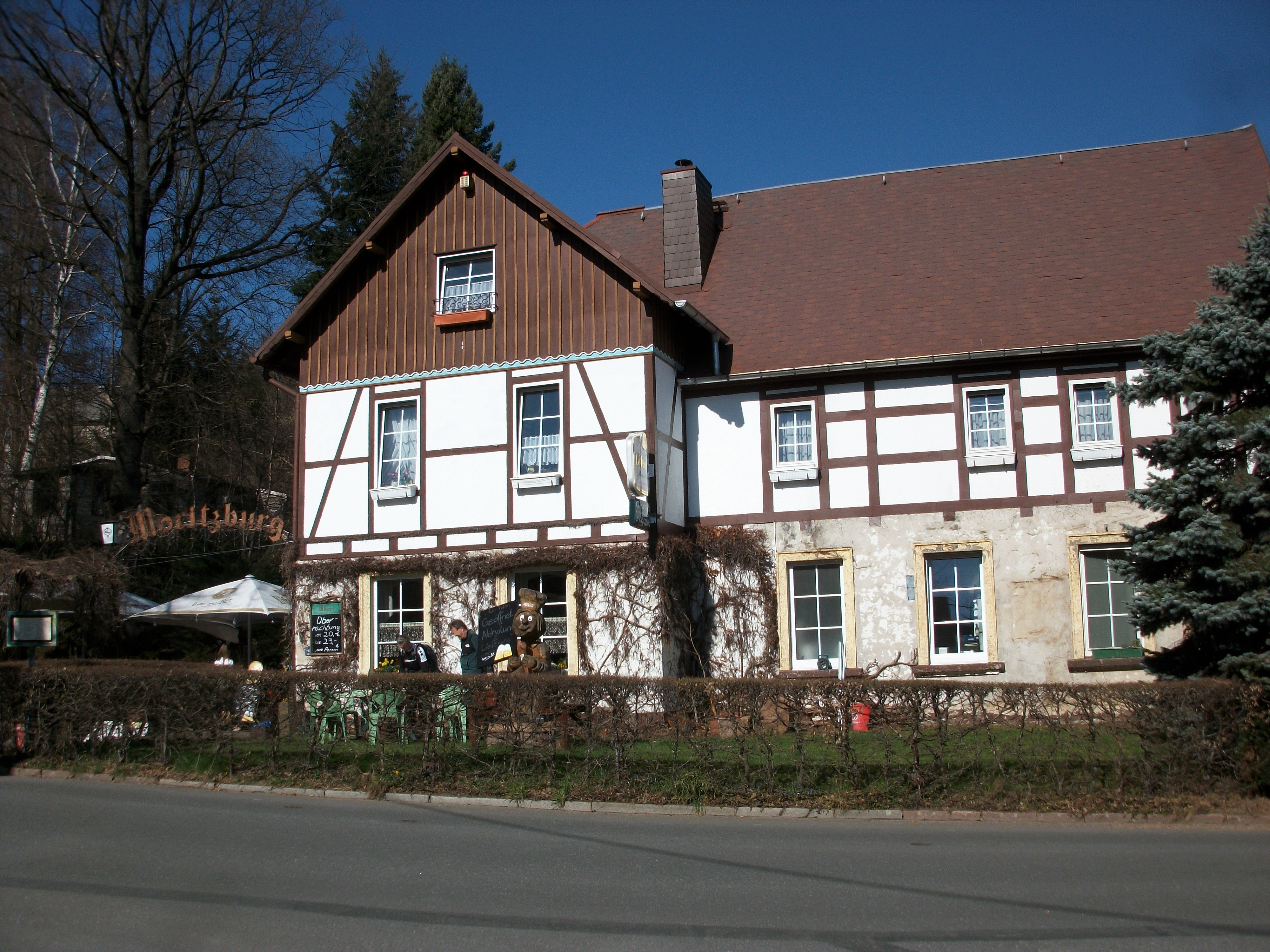
Rößgen, Gaststätte Moritzburg

Das Waldhufendorf Rößgen wurde um 1300 als „Roschin“ erwähnt. Spätere Ortsnamen sind „Rosgen“ (1303), „Rozsichen, Rozchen“ (1378), „Röschen“ (1551) und „Rößgen“ (1875).
Verwaltungsmäßig gehörte Rößgen bereits 1378 zum „castrum Rochlitz“, um 1606 zum Amt Rochlitz. Grundherr über den Ort war zu dieser Zeit der Rat zu Mittweida. 1764 wurden Rößgen und Kockisch als Exklaven Amtsdörfer des Erb-Amts Meißen. 1832 wurden beide Orte dem Amt Frankenberg-Sachsenburg unterstellt. Bei den im 19. Jahrhundert im Königreich Sachsen durchgeführten Verwaltungsreformen wurden die Ämter aufgelöst. Dadurch kam Rößgen im Jahr 1856 unter die Verwaltung des Gerichtsamts Mittweida. 1875 wurde der Ort der Verwaltung der Amtshauptmannschaft Rochlitz unterstellt. Am 1. November 1900 wurde Rößgen als erster Ort in die Stadt Mittweida eingemeindet.
Durch die zweite Kreisreform in der DDR kam Rößgen mit Mittweida im Jahr 1952 zum Kreis Hainichen im Bezirk Chemnitz (1953 in Bezirk Karl-Marx-Stadt umbenannt), der ab 1990 als sächsischer Landkreis Hainichen fortgeführt wurde und bei der 1994 erfolgten Verwaltungsreform im neu gebildeten Landkreis Mittweida aufging. Seit 2008 gehört die Stadt Mittweida mit ihren Ortsteilen zum neu gebildeten Landkreis Mittelsachsen.

### Entwicklung der Einwohnerzahl
| Jahr | Einwohnerzahl                                                      |
| ---- | ------------------------------------------------------------------ |
| 1551 | 19 besessene Mann, 21 Inwohner                                     |
| 1764 | 10 besessene Mann, 13 Gärtner, 19 Häusler, 4½ Hufen je 24 Scheffel |
| 1834 | 342                                                                |

| Jahr | Einwohnerzahl |
| ---- | ------------- |
| 1871 | 541           |
| 1890 | 832           |
| 1900 | 1393          |

## Wirtschaft und Verkehr
Rößgen war bis zum Anfang des 20. Jahrhunderts ein landwirtschaftlich geprägtes Bauerndorf. Im Zuge der Industrialisierung entwickelte sich nach 1870 aus der Mahlmühle am Gottesaubach eine Lederfabrik. Am Steilhang des Gottsaubachs entstand in der zweiten Hälfte des 19. Jahrhunderts die „Waldheimer Straße“ mit Wohnungen für Arbeiter der Weißthaler Spinnerei.
Dadurch erlebte Rößgen enormen Bevölkerungszuwachs. Nach der Eingemeindung nach Mittweida blieb trotz Einführung von Straßennamen im Volksmund der Name "Rößgen" bestehen. Das Ortsgebiet, welches in der Gegenwart nahtlos in das südlich angrenzende Stadtgebiet von Mittweida übergeht, ist ein beliebtes Wohngebiet, besonders die „Lauenhainer Straße“, die „Auenblicksiedlung“ und der „Ringethaler Weg“.
Anschluss an die Bahnstrecke Riesa–Chemnitz besteht in Mittweida. Südliche des Stadtteils befindet sich der Busbahnhof Mittweida.

## Kultur

### Bildung

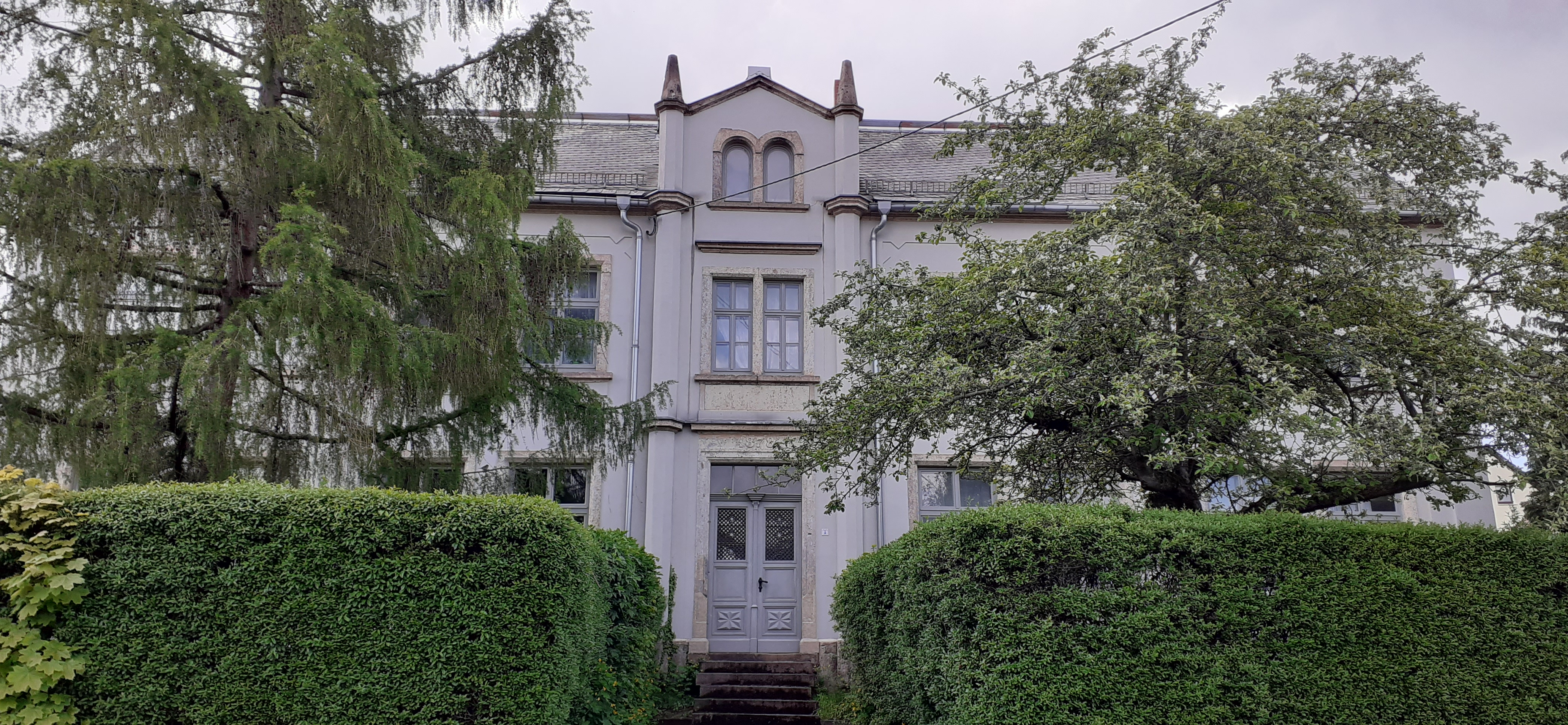
Ehemalige Schule von Rößgen

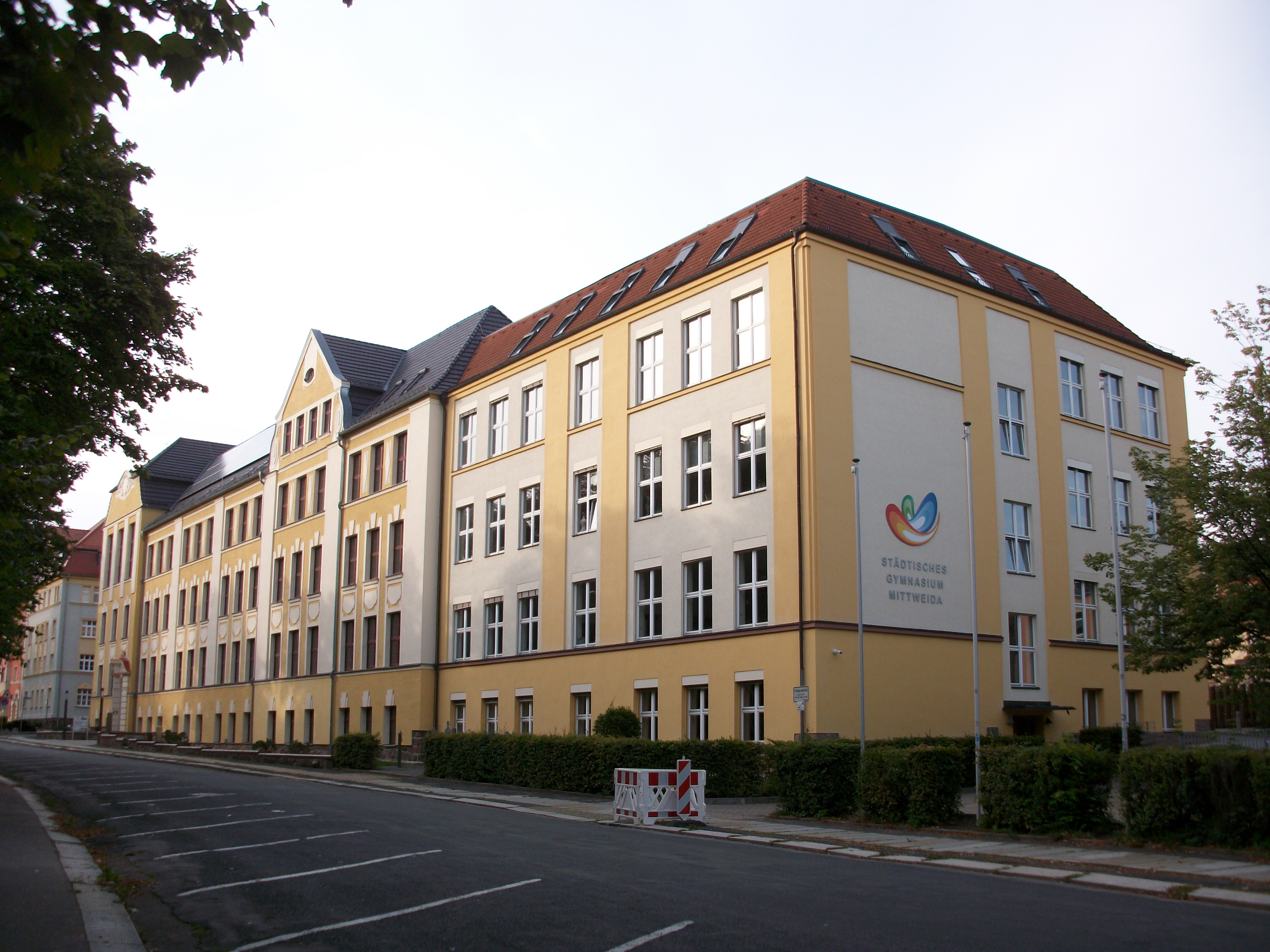
Städtisches Gymnasium Mittweida

Rößgen erhielt 1878 eine eigene Schule, welche jedoch nur bis zur Eingemeindung nach Mittweida im Jahr 1900 genutzt wurde. Das Städtische Gymnasium Mittweida befindet sich in der Flur von Rößgen.

### Religion
Kirchlich gehörte Rößgen bereits um 1555 zu Mittweida. Die evangelischen Kirchenmitglieder gehören heute zur Evangelisch-lutherischen Kirchgemeinde Mittweida.

## Sehenswürdigkeiten
- Talsperre Kriebstein: zwischen 1927 und 1929 entstand nördlich des Orts die Talsperre Kriebstein durch Anstauung der Zschopau. Rößgen liegt südlich des oberen Endes der Talsperre. Sehenswert ist die „Rößgener Aue“, auch „Mittweidaer Aue“ genannt. An diesem Uferteil der Zschopau befindet sich die südlichste Anlegestelle für Boote an der Talsperre Kriebstein. Es besteht während der Saison die Möglichkeit, Motorbootsfahrten nach Kriebstein und nach Lauenhain oder Rundfahrten über die Zschopau zu unternehmen.[6]

- Zschopautal-Gebietswander- und Radweg durch das Landschaftsschutzgebiet „Mittweidaer Zschopautal“